# 日本防災士会湘南支部
NPO法人日本防災士会湘南支部（にほんぼうさいしかいしょうなんしぶ）は、神奈川県小田原市から三浦市の湘南地区における防災に関連する知識の普及・啓発など、安心して生活することが出来るまちづくりを実現するための事業を行い、行政、市民、団体が参画・協働しそれぞれの責任を果たす市民社会の実現と維持に寄与することを目的とする特定非営利活動法人である。

## 事業
1. 防災に関する普及啓発や災害時の支援ボランティア活動を行う。
2. 三浦市との協定書に基づき、応急活動体制の充実・強化を図る。

## 役員
- 理事長：渡辺晴治（茅ヶ崎市議会議員、日本防災士会幹事）
- 副理事長：吉田正（日本防災士会監査委員）
- 理事：杉山鎭夫
- 理事：水嶋康男
- 理事：浅沼勝實
- 理事：井口忠（元平塚市消防正監、平塚市第9代消防長）
- 理事：島村寛人
- 理事：葉木洋一
- 理事：山下主税
- 理事：黒岡照代
- 理事：鈴木純（かながわ協働推進会議構成員）
- 監事：山﨑久雄
- 監事：内田稔弘

## 沿革
- 2006年（平成18年）6月18日 - 日本防災士会湘南支部設立総会。
- 2007年（平成19年）10月 - 神奈川ゆめコープ「市民活動応援プログラム」市民活動支援金[1]の助成を受ける。
- 2008年（平成20年）
  - 2月25日 - 神奈川ゆめコープ「市民活動応援プログラム」報告・交流会[2]（新横浜国際ホテル）
  - 4月15日 - 特定非営利活動法人日本防災士会湘南支部として認証される。
  - 9月1日 - 八都県市合同防災訓練（神奈川県・横須賀市合同総合防災訓練）[3]に参加。
  - 10月 - 神奈川ゆめコープ「市民活動応援プログラム」組合員応援賛助金[4]の助成を受ける。
- 2009年（平成21年）
  - 3月12日 - 神奈川ゆめコープ「市民活動応援プログラム」報告・交流会（神奈川県民ホール）
  - 7月23日 - 三浦市と防災士の活動等に関する協定書締結に係る調印式[5]を行う。
  - 8月30日 - 八都県市合同防災訓練（神奈川県小田原市会場）[6]に参加。
  - 10月6日 - 平成21年度三浦市総合防災訓練[7]（前線の停滞と台風18号の接近に伴う荒天が予想され中止）
- 2010年（平成22年）1月16日 - 第15回三浦市防災講演会[8]三浦市総合体育館（潮風アリーナ）で講演を行う。

## 協定に至る経緯
- 2004年（平成16年）
  - 9月17日、武力攻撃事態等における国民の保護のための措置に関する法律（国民保護法）が施行される。
  - 12月14日、内閣官房が国民の保護に関する基本指針要旨を公表する。
- 2005年（平成17年）
  - 5月30日、平成17年度関東地区国民保護ブロック会議が開催される。
  - 12月27日、三浦市の国民保護関連条例が公付・施行される。
- 2007年（平成19年）4月、三浦市国民保護計画が作成される。
- 2008年（平成20年）9月5日に、神奈川県三浦市が市のホームページで災害時ボランティアを公募する。災害時ボランティアとは、三浦市または姉妹都市締結している長野県須坂市のいずれかの自治体に甚大な災害が発生した場合、市の協力要請によって活動する登録制ボランティアのことである。公募では防災士の有資格者に対して、ぜひ市の災害ボランティアに協力してくださいと登録を呼びかけていた。
- 2009年（平成21年）
  - 2月18日付けで、災害時における食糧等生活必需物資の確保のため、三浦市は市内大型小売店舗と物資等供給について協定を新たに締結する。
  - 3月19日に、広域応援体制の拡充及び災害時における市民ボランティア活動の充実強化を図るため、また市外からの災害時救援ボランティアの受入れの体制をつくるため、社会福祉法人三浦市社会福祉協議会と災害時におけるボランティア活動等に関する協定書を締結する。
  - 7月23日に、三浦市地域防災計画に基づき、広域応援体制の拡充及び災害時における被災者支援、及び平常時における防災意識啓発活動等の支援に関する協力体制の充実・強化を目的に三浦市と日本防災士会湘南支部は協定を締結した。

## 市民活動
日本防災士会湘南支部は、生活協同組合パルシステム神奈川ゆめコープ市民活動支援運営委員会が行っている市民活動応援プログラムに参加している。
- 2007年度（平成19年度）、79団体の応募の中から面談や申請書類を基にして神奈川ゆめコープ内に設けられた市民活動支援運営委員会が行った審査の結果、日本防災士会湘南支部は選考を通過して32団体に残り市民活動支援金の助成を受けている。2007年度の市民活動支援金の総限度額は400万円、1団体あたりの支援金上限は30万円（1,000円単位）。
- 2008年度（平成20年度）、57団体に対し615名の組合員より（1口200円）1153口、総額23万600円が寄せられた。その中で、日本防災士会湘南支部は組合員11人からの応援があり3,200円の組合員応援賛助金を受けている。